# К-64
К-64 — советская и российская атомная подводная лодка, головной корабль проекта 705 «Лира». Построена в 1968—1971 годах, входила в состав 3-й дивизии подводных лодок Северного флота. В 1972 году во время опытной эксплуатации из-за аварии главной энергетической установки выведена из строя, в дальнейшем использовалась в учебных целях, окончательно списана в 1978 году.

## История строительства
Приказ о формировании экипажа К-64 был отдан в 1962 году.
К-64 заложена на Ново-Адмиралтейском ССЗ 2 июня 1968 года, спущена на воду 22 апреля 1969 года в условиях строгой секретности, однако, несмотря на это, собрала толпу зевак. После выхода корабля на испытания радиостанция Би-би-си объявила о начале испытаний в СССР принципиально новой подводной лодки «Голубой кит». В процессе испытаний одна из трёх петель теплообмена первого контура реактора вышла из строя, лодка продолжила эксплуатироваться с ограничением по развиваемой мощности. Максимальная скорость на испытаниях была ограничена возможностями энергетической установки и составила 26,4 узла. Максимальная глубина, которой достигла К-64, составила 220 метров.
31 декабря 1971 года после серии испытаний вошла в строй, зачислена в 3-ю дивизию подводных лодок с базированием на Западную Лицу.

## История службы
Как головной корабль, ещё за время испытаний К-64 прошла 3482 мили, из них более полутора тысяч под водой, совершила 21 погружение.
В конце января 1972 года вышла из строя уже вторая из трёх петля первого контура реактора, в апреле первый контур полностью застыл, реактор был заглушен, лодка отбуксирована на «Звёздочку», где находилась более года.
В 1973 году носовая часть К-64 отправлена в Ленинград для использования в качестве тренажёра, приписанный к лодке 46-й экипаж переформирован во второй экипаж однотипной К-373. Кормовая часть с реакторным отсеком осталась в Северодвинске и обслуживалась 32-м техническим экипажем.
Так как нос К-64 находился в Ленинграде, а корма — в Северодвинске, то флотские остряки прозвали лодку самой длинной в мире.
В 1978 году кормовая часть была утилизирована, одноотсечный блок сперва находился на отстое у острова Ягры, затем, по крайней мере до 2015 года — хранился на плаву в пункте временного хранения Сайда-губа.
В том же году был подписан акт о невозможности продолжения использования носовой части в учебных целях из-за неработоспособности систем и разграбления. Носовая часть утилизирована в Ленинграде в 1990-х годах, отдельные механизмы сохраняются как учебные пособия в УКОПП им. Кирова.

## Утилизация
В июле 2011 года сообщалось, что была произведена выгрузка реактора из остатков подводной лодки, которая в 1980-е годы подготовлена к затоплению. Реакторный отсек был заполнен эпоксидной смолой, забетонирован, а сверху покрыт около 100 тоннами битума. Однако АПЛ затоплена не была и хранилась всё это время в губе Сайда. Подготовительные работы перед выемкой реактора велись в течение восьми месяцев.
Общая стоимость работ по подготовке, выгрузке топлива и дальнейшей утилизации реактора аварийной лодки оценивается в 400—500 миллионов рублей, часть работ финансирует Франция. По состоянию на июль 2011 года реактор был помещён в саркофаг и из него предстояла выгрузка твэлов.

## Командиры
- 1962—1972: Пушкин А. С.
- 1972—1974: Старков В. В.
- 1974—1978: Сибиряков К. А. — командир технического экипажа